# Taizy
Taizy és un municipi francès situat al departament de les Ardenes i a la regió del Gran Est. L'any 2007 tenia 108 habitants.

## Demografia

### Població
El 2007 la població de fet de Taizy era de 108 persones. Hi havia 44 famílies de les quals 12 eren unipersonals (12 dones vivint soles i 12 dones vivint soles), 20 parelles sense fills i 12 parelles amb fills.
La població ha evolucionat segons el següent gràfic:
Habitants censats

### Habitatges
El 2007 hi havia 51 habitatges, 46 eren l'habitatge principal de la família, 2 eren segones residències i 3 estaven desocupats. 50 eren cases i 1 era un apartament. Dels 46 habitatges principals, 38 estaven ocupats pels seus propietaris i 8 estaven llogats i ocupats pels llogaters; 3 tenien tres cambres, 8 en tenien quatre i 35 en tenien cinc o més. 39 habitatges disposaven pel capbaix d'una plaça de pàrquing. A 13 habitatges hi havia un automòbil i a 25 n'hi havia dos o més.

### Piràmide de població
La piràmide de població per edats i sexe el 2009 era:
| Homes | Edats   | Dones |
| ----- | ------- | ----- |
| 0     | 95 o +  | 0     |
| 0     | 90 a 94 | 0     |
| 0     | 85 a 89 | 3     |
| 1     | 80 a 84 | 0     |
| 2     | 75 a 79 | 6     |
| 3     | 70 a 74 | 4     |
| 3     | 65 a 69 | 2     |
| 3     | 60 a 64 | 3     |
| 2     | 55 a 59 | 1     |
| 5     | 50 a 54 | 6     |
| 3     | 45 a 49 | 2     |
| 3     | 40 a 44 | 6     |
| 3     | 35 a 39 | 5     |
| 2     | 30 a 34 | 3     |
| 4     | 25 a 29 | 1     |
| 1     | 20 a 24 | 1     |
| 7     | 15 a 19 | 7     |
| 6     | 10 a 14 | 4     |
| 3     | 5 a 9   | 1     |
| 2     | 0 a 4   | 2     |

## Economia
El 2007 la població en edat de treballar era de 68 persones, 55 eren actives i 13 eren inactives. De les 55 persones actives 51 estaven ocupades (29 homes i 22 dones) i 4 estaven aturades (3 homes i 1 dona). De les 13 persones inactives 5 estaven jubilades, 2 estaven estudiant i 6 estaven classificades com a «altres inactius».
Activitats econòmiques
Dels 3 establiments que hi havia el 2007, 2 eren d'empreses de comerç i reparació d'automòbils i 1 d'una entitat de l'administració pública.
L'any 2000 a Taizy hi havia 6 explotacions agrícoles que ocupaven un total de 852 hectàrees.

## Poblacions més properes
El següent diagrama mostra les poblacions més properes.